# Leif Bylund
Leif Bylund,  född 1940 i Stockholm, är en svensk konstnär.
Bylund studerade vid Gerlesborgsskolan i Stockholm. Separat har han ställt ut i Stockholm, Uppsala och Järna. Hans konst består av målningar där palettkniven har ersatt penseln. Han blev Uppsala kommuns kulturstipendiat 1977. 